# Тамара Крцуновић
Тамара Крцуновић (Београд, 7. јун 1978) српска је глумица. Позната је по улогама у ТВ серијама Сенке над Балканом, Убице мог оца, Јужни ветар и Војна академија, као и по главној улози у филму Влажност.

## Биографија
Рођена је 1978. године у Београду, али детињство проводи у Алжиру. Вратила се у Београд и завршила Факултет драмских уметности. Дан после дипломирања на Факултету драмских уметности добила је позив од декана, стипендију од Француске владе и одлази у Париз на њихову академију. Тамо студира још четири године, а у Београд се враћа са 29 година.
Глумила је у више српских и француских филмова и серија. Главне улоге остварила је у филму Влажност и серијама Убице мог оца, Ургентни центар и Војна академија.
Крцуновићева је глумица у представи „Зоран Ђинђић”, настале 2012. У једном делу представе, лик кога тумачи повраћа на заставу Србије. Она је због овог чина у представи наишла на широку осуду јавности, недуго након чега је угасила све друштевене мреже. Удружење драмских уметника Србије је у саопштању стало у одбрану Крцуновићеве.

## Филмографија
| Год.       | Назив                                     | Улога                  |
| ---------- | ----------------------------------------- | ---------------------- |
| 2000-е     |                                           |                        |
| 2004.      | Адвокати и сарадници                      | Тања                   |
| 2005.      | Извештај о покрету                        |                        |
| 2006.      | Година                                    | Елена                  |
| 2006.      | Не скрећи са стазе (ТВ филм)              | Мерилин                |
| 2007—2008. | Љубав и мржња                             | Ирена                  |
| 2008.      | Читуља за Ескобара                        | мајка                  |
| 2008.      | Резолуција 819 (ТВ филм)                  | Јасна Палић            |
| 2010-е     |                                           |                        |
| 2010.      | Куку, Васа                                |                        |
| 2010.      | На жици                                   |                        |
| 2011.      | Кориолан                                  | грађанка               |
| 2011.      | Жућко: Прича о Радивоју Кораћу            | белгијска новинарка    |
| 2011.      | Непобедиво срце                           | Анријет Бесон          |
| 2012.      | Гавран                                    | спремачица             |
| 2012.      | Село гори, а баба се чешља                |                        |
| 2013.      | Последња равница (кратки филм)            | Нађа                   |
| 2013.      | Простор између нас (кратки филм)          | Хана                   |
| 2014—2015. | Јагодићи: Опроштајни валцер               | Аида                   |
| 2014—2019. | Ургентни центар                           | Др Милица Лукић        |
| 2015.      | Хоћу кусур, нећу жваку (ТВ филм)          |                        |
| 2015.      | Чвор (кратки филм)                        |                        |
| 2016.      | Упркос снегу                              | рецепционарка          |
| 2016.      | Влажност                                  | Мина                   |
| 2016.      | Флафи (кратки филм)                       | Сања                   |
| 2016.      | Посматрачи (ТВ филм)                      |                        |
| 2016.      | Сумњива лица                              | Клер                   |
| 2016—2017. | Убице мог оца                             | Иванка Арсић           |
| 2017.      | Остоја ће преместити клавир (кратки филм) |                        |
| 2017—2020. | Војна академија                           | инспекторка Вера Антић |
| 2017.      | Сенке над Балканом                        | Виолета Ђукић          |
| 2018.      | Шифра Деспот                              | Милена                 |
| 2018.      | Патуљци са насловних страна               | Мира                   |
| 2018.      | Могу сам (кратки филм)                    | шефица                 |
| 2018.      | Терет                                     |                        |
| 2018.      | Бела врана (The White Crow)                             | новинарка              |
| 2019.      | Асиметрија                                | Тамара                 |
| 2020-е     |                                           |                        |
| 2020.      | Јужни ветар                               | Марија                 |
| 2020.      | The Eddy                                  |                        |
| 2020—2021. | Златни дани                               | Маца                   |
| 2022.      | Либерта — рађање града                    | бароница Сизендорф     |
| 2023.      | Први мај                                  |                        |
| 2023.      | Што се боре мисли моје                    | Маркова мајка          |